# Фридрих фон Золмс-Рьоделхайм-Асенхайм (1827 – 1883)
Фридрих фон Золмс-Рьоделхайм-Асенхайм (на немски: Friedrich zu Solms-Rödelheim und Assenheim; * 7 декември 1827, Асенхайм; † 6 април 1883, Дорхайм) е граф на Золмс-Асенхайм-Рьоделхайм и пруски политик.

## Произход
Той е вторият син на граф Карл Фридрих Лудвиг Кристиан Фердинанд фон Золмс-Рьоделхайм-Асенхайм (1790 – 1844) и съпругата му графиня Луиза Амалия фон Ербах-Шьонберг (1795 – 1875), дъщеря на граф Густав Ернст фон Ербах-Шьонберг (1739 – 1812) и графиня Хенриета Кристиана фон Щолберг-Щолберг (1753 – 1816). Брат е на Максмилиан (1826 – 1892), Ото (1829 – 1904) и Куно (1836 – 1862).
Фридрих фон Золмс-Рьоделхайм-Асенхайм умира на 55 години на 6 април 1883 г. в Дорхайм и е погребан в Асенхайм.

## Фамилия
Фридрих фон Золмс-Рьоделхайм-Асенхайм се жени на 25 септември 1862 г. във Фарлар в Розендал за принцеса Матилда Елизабет Фридерика Вилхелмина Шарлота Фердинанда Амалия фон Салм-Хорстмар (* 21 август 1827, Кьозфелд; † 12 март 1908, Дорхайм), дъщеря на 1. княз Вилхелм Фридрих фон Салм-Хорстмар (1799 – 1865) и имперска графиня Елизабет фон Золмс-Рьоделхайм-Асенхайм (1806 – 1886). Те нямат деца.